# MZ 1000
Die MZ 1000 ist ein Motorrad, das von 2003 bis 2008 von der MZ Motorrad- und Zweiradwerk GmbH in Zschopau produziert wurde. Sie war das größte und leistungsstärkste Modell sowie bedingt durch die 2008 erfolgte Werksschließung gleichzeitig letzte in Serie produzierte Entwicklung des Herstellers.

## Geschichte und Technik
Nach der ersten Neukonstruktion von MuZ, der MuZ Skorpion, plante die Unternehmensleitung den Einstieg in höhere Hubraumklassen über 750 Kubikzentimetern. So wurde bereits 1994 der Prototyp MuZ Kobra, mit einem 850-cm³-Zweizylindermotor der Yamaha TDM, vorgestellt, der jedoch nicht in Serie ging.
Das Projekt scheiterte in den Verhandlungen über die geplante Motorenlieferung, wobei eine angespannte Finanzlage bei MuZ mitentscheidend war.
Die ersten Entwicklungen zum Modell 1000 stammen aus dem Jahr 1997. Bei der Rahmenbauart wählte man den Doppelrohr-Brückenrahmen („Delta-Box-Rahmen“) aus hochlegiertem Stahl. Designer Peter Naumann setzte bei den Anbauteilen auf ein seinerzeit im Motorradbau neuartiges, durch harte Kanten bestimmtes Aussehen.
Für den Antrieb griff die Unternehmensleitung das Konzept eines Reihenzweizylinders auf, wozu MuZ Engineering sich auf der Suche nach geeigneten Partnern mit der Wenko Swissauto AG und der Weber Motor AG in Verbindung setzte. Diese beiden Unternehmen planten einen 750-cm³-Zweizylinder-Viertaktmotor für den Einsatz in Kraftfahrzeugen, Schneemobilen und Kleinstwagen. Darüber hinaus sollte er auch als Stationärmotor eingesetzt werden. Für MuZ zeigte sich jedoch, dass für einen Motorradmotor zu viele konstruktive Kompromisse notwendig gewesen wären, sodass die Kooperation letztlich im Jahr 2000 ohne den gewünschten Erfolg hinsichtlich angestrebter Motorleistung aufgegeben wurde.
Erste Testfahrten des Prototyps, noch mit dem 750-cm³-Motor, fanden im Jahr 2000 auf der Strecke des Motoparks Oschersleben statt. Im gleichen Jahr wurde er auf der Intermot in München der breiten Öffentlichkeit präsentiert.
Ende 2000 begann MZ mit regionalen Partnern einen neuen Reihenzweizylinder mit nun 1000 cm³ Hubraum zu konstruieren. Es wurde dabei auf Langlebigkeit, einfache Wartung sowie einfache Reparatur gesetzt. Im Jahr 2001 fanden die ersten Prüfstandversuche statt.
Mit der Erhöhung des Hubraums auf 1000 cm³ gingen jedoch deutlich höhere Belastungen für die ursprünglich für rund 800 cm³ ausgelegten Fahrwerkskomponenten einher. Die notwendigen Änderungen zum Erreichen der Standfestigkeit steigerten die Entwicklungskosten und verzögerten die geplante Markteinführung.
Die offizielle Vorstellung fand im November 2003 im spanischen Alicante statt. Die erste in Serie gefertigte MZ 1000 verließ am 19. Dezember 2003 die Montagehalle in Hohndorf.
Im Laufe der Produktionszeit wurde drei Modellvarianten angeboten:
- 1000 S (Sport), das Grundmodell mit Vollverkleidung
- 1000 SF (Superfighter) Naked Bike mit gegenüber der Varinate S geringfügig geänderter Lampenmaske und kürzerem Windschild
- 1000 ST (Super Tourer), Tourenmodell mit gegenüber der Varinate S höherem Lenker, höherem Windschild, vorverlegter Fußrastenanlage, geänderter Soziussitz für bessere Tourentauglichkeit, und verstärktem Rahmenheck zur Aufnahme eines auf Kundenwunsch erhältlichen Koffersystems

Insgesamt wurden im Produktionszeitraum etwa 1180 Maschinen gefertigt. Der Markterfolg dieses Motorrades hielt sich, trotz attraktiver Preisgestaltung, allerdings in Grenzen. Die Maschine konnte sich gegen die Konkurrenz von BMW und den japanischen Herstellern nicht behaupten. Hohe Zuverlässigkeit konnte den stets bemängelten „ruppigen Motorlauf im Drehzahlkeller“ nicht kompensieren. Ende 2008 wurde die Produktion eingestellt, Rest-Exemplare wurden noch 2009 angeboten.

## Technische Daten
|                       | MZ 1000 S | MZ 1000 SF | MZ 1000 ST |
| --------------------- | --- | --- | --- |
| Bild                  | MZ 1000 S | MZ 1000 SF | MZ 1000 ST |
| Baujahre              | 2003–2008 | 2005–2008 | 2006–2008 |
| Motor                 | flüssigkeitsgekühlter Zweizylinder-Viertaktmotor (Parallel-Twin) – Zylinder 40° nach vorn geneigt, 1 Ausgleichswelle | flüssigkeitsgekühlter Zweizylinder-Viertaktmotor (Parallel-Twin) – Zylinder 40° nach vorn geneigt, 1 Ausgleichswelle | flüssigkeitsgekühlter Zweizylinder-Viertaktmotor (Parallel-Twin) – Zylinder 40° nach vorn geneigt, 1 Ausgleichswelle |
| Ventilsteuerung       | DOHC-Ventilsteuerung, hydraulischer Steuerkettenspanner (HyCT), 4 Ventile pro Zylinder über Tassenstößel betätigt    | DOHC-Ventilsteuerung, hydraulischer Steuerkettenspanner (HyCT), 4 Ventile pro Zylinder über Tassenstößel betätigt    | DOHC-Ventilsteuerung, hydraulischer Steuerkettenspanner (HyCT), 4 Ventile pro Zylinder über Tassenstößel betätigt    |
| Bohrung × Hub         | 96 × 69 mm | 96 × 69 mm | 96 × 69 mm |
| Hubraum               | 999 cm³ | 999 cm³ | 999 cm³ |
| Verdichtung           | 11,5 : 1 | 11,5 : 1 | 11,5 : 1 |
| Nennleistung          | 86 kW (116,9 PS) bei 9000/min                                                                                        | 83 kW (112,8 PS) bei 9000/min                                                                                        | 83 kW (112,8 PS) bei 9000/min                                                                                        |
| max. Drehmoment       | 95 Nm bei 7000/min                                                                                                   | 95 Nm bei 7000/min                                                                                                   | 98 Nm bei 7000/min                                                                                                   |
| Gemischaufbereitung   | Saugrohreinspritzung, Ø 51 mm                                                                                        | Saugrohreinspritzung, Ø 51 mm                                                                                        | Saugrohreinspritzung, Ø 51 mm                                                                                        |
| Zündung               | elektronisches Motormanagement                                                                                       | elektronisches Motormanagement                                                                                       | elektronisches Motormanagement                                                                                       |
| Abgasreinigung        | geregelte 3-Wege-Katalysatoren, Euro 2 (ab Modelljahr 2008, Euro 3)                                                  | geregelte 3-Wege-Katalysatoren, Euro 2 (ab Modelljahr 2008, Euro 3)                                                  | geregelte 3-Wege-Katalysatoren, Euro 2 (ab Modelljahr 2008, Euro 3)                                                  |
| Lichtmaschine         | Wechselstromgenerator 480 W                                                                                          | Wechselstromgenerator 480 W                                                                                          | Wechselstromgenerator 480 W                                                                                          |
| Batterie              | 12 V – 12 Ah | 12 V – 12 Ah | 12 V – 12 Ah |
| Kupplung              | Mehrscheibenkupplung im Ölbad, hydraulisch betätigt                                                                  | Mehrscheibenkupplung im Ölbad, hydraulisch betätigt                                                                  | Mehrscheibenkupplung im Ölbad, hydraulisch betätigt                                                                  |
| Getriebe              | 6-Gang-Kassettengetriebe                                                                                             | 6-Gang-Kassettengetriebe                                                                                             | 6-Gang-Kassettengetriebe                                                                                             |
| Sekundärübersetzung   | 17/45 – optional 17/43 oder 16/43                                                                                    | 17/45 – optional 17/43 oder 16/43                                                                                    | 17/45 – optional 17/43 oder 16/43                                                                                    |
| Endantrieb            | O-Ring-Kette | O-Ring-Kette | O-Ring-Kette |
| Rahmen                | Chrom-Molybdänstahl-Doppelrohr-Brückenrahmen (CMDT), Stahlrahmenheck geschraubt                                      | Chrom-Molybdänstahl-Doppelrohr-Brückenrahmen (CMDT), Stahlrahmenheck geschraubt                                      | Chrom-Molybdänstahl-Doppelrohr-Brückenrahmen (CMDT), Stahlrahmenheck geschraubt                                      |
| Maße (L × B × H)      | 2065 × 766 × 1165 mm                                                                                                 | 2065 × 965 × 1230 mm                                                                                                 | 2050 × 830 × 1195 mm                                                                                                 |
| Radstand              | 1445 mm | 1445 mm | 1445 mm |
| Sitzhöhe              | 825 mm; ab 2005: 810 mm; wahlweise: 795 mm                                                                           | 810 mm; wahlweise: 795 mm                                                                                            | 810 mm; wahlweise: 795 mm                                                                                            |
| Lenkkopfwinkel        | 65° | 65° | 65° |
| Nachlauf              | 103 mm | 103 mm | 103 mm |
| Radaufhängung vorn    | 43 mm-Marzocchi-Upside-Down-Gabel                                                                                    | 43 mm-Marzocchi-Upside-Down-Gabel                                                                                    | 43 mm-Marzocchi-Upside-Down-Gabel                                                                                    |
| Radaufhängung hinten  | Zweiarm-Cantilever-Schwinge mit Sachs-Zentralfederbein                                                               | Zweiarm-Cantilever-Schwinge mit Sachs-Zentralfederbein                                                               | Zweiarm-Cantilever-Schwinge mit Sachs-Zentralfederbein                                                               |
| Felgengröße vorn      | Leichtmetallgussrad, 3,50 x 17″                                                                                      | Leichtmetallgussrad, 3,50 x 17″                                                                                      | Leichtmetallgussrad, 3,50 x 17″                                                                                      |
| Felgengröße hinten    | Leichtmetallgussrad, 5,50 x 17″                                                                                      | Leichtmetallgussrad, 5,50 x 17″                                                                                      | Leichtmetallgussrad, 5,50 x 17″                                                                                      |
| Bereifung vorn        | 120/70 ZR 17 | 120/70 ZR 17 | 120/70 ZR 17 |
| Bereifung hinten      | 180/55 ZR 17 | 180/55 ZR 17 | 180/55 ZR 17 |
| Bremse vorn           | Zweischeibenbremse, Ø 320 mm mit 4-Kolben-Festsätteln                                                                | Zweischeibenbremse, Ø 320 mm mit 4-Kolben-Festsätteln                                                                | Zweischeibenbremse, Ø 320 mm mit 4-Kolben-Festsätteln                                                                |
| Bremse hinten         | Einscheibenbremse, Ø 243 mm mit 2-Kolben-Festsattel                                                                  | Einscheibenbremse, Ø 243 mm mit 2-Kolben-Festsattel                                                                  | Einscheibenbremse, Ø 243 mm mit 2-Kolben-Festsattel                                                                  |
| Leergewicht           | 228 kg | 228 kg | 230 kg |
| zul. Gesamtgewicht    | 426 kg | 426 kg | 426 kg |
| Tankinhalt            | 19 l (Reserve: 5 l)                                                                                                  | 19 l (Reserve: 5 l)                                                                                                  | 19 l (Reserve: 5 l)                                                                                                  |
| Höchstgeschwindigkeit | 239 km/h | 217 km/h | 245 km/h |

## Concept Bike SFx

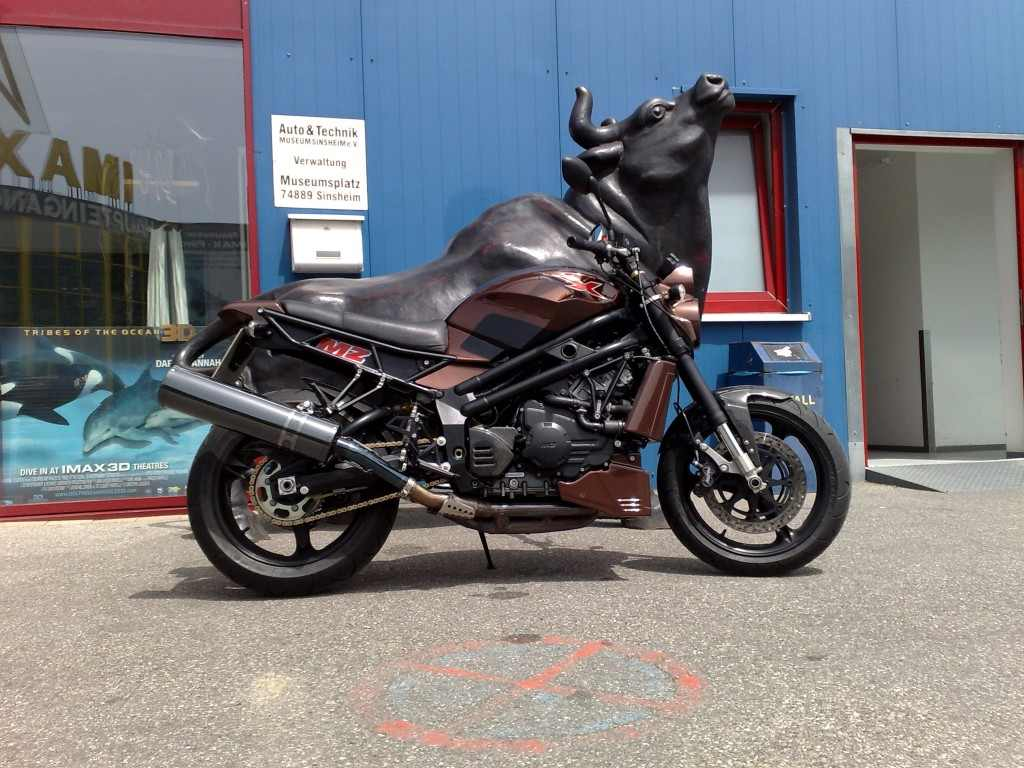
MZ SFx (SK-Bikes)

2006 stellte MZ die Designstudie SFx des Kölner Designers Jens von Brauck vor, die auf der MZ 1000 SF basiert. Trotz großer Resonanz von Fans und Fachpresse ging diese Studie bei MZ nicht in Serie. Auf Kundenwunsch nimmt die Wedemärker Motorradschmiede „SK Bikes“ in Kleinserie Umrüstungen der MZ 1000 SF zu einer SFx vor.